# Arnold Langemann

Wappen von Arnold Langemann (Macrander)

Arnold Langemann, auch Arnoldus Langemann, später Arnoldus Macrander, (* um 1566 in Mengeringhausen; † 15. März 1620 in Peckelsheim) war Sekretär, Kammermeister und Ratsherr des Grafen von Waldeck.

## Leben
Arnold Langemann studierte in Wittenberg, genannt als „Waldeccus Westvalus“ (1586), war 1589 Sekretär des (Fürst)bischofs von Osnabrück Bernhard von Waldeck, Sekretär der Waldeck-Eisenbergischen Linie (1591), Rektor der Schule zu Mengeringhausen (1593), Sekretär und Kammermeister des Grafen von Waldeck-Wildungen, Ratsherr der Gräfin-Witwe Margarethe von Waldeck-Wildungen (1594), Procurator zu Nieder-Wildungen (1608) und Fiscalis (Vertreter des Fiskus) des Amts Dringenberg (1610–1612). Langemann änderte (gräzisierte) seinen Namen in Arnold(us) Macrander und ist Stammvater der Familie Macrander. Sein Vetter war Anton Holmann (* um 1535 in Mengeringhausen; † 7. März 1606 in Mengeringhausen), Kanzler zu Arolsen.
Langemann heiratete in erster Ehe 1589 in Osnabrück Margaretha Nicolai, Tochter von Theodor Dietrich Rafflenboel (Nicolai) und Katharina Meyhan, Schwester des Theologen, Priesters und Komponisten Philipp Nicolai. Margaretha wurde in Mengeringhausen geboren und starb in Alt-Wildungen am 14. Februar 1597 an der Pest.
In zweiter Ehe, ab 1599, war er verheiratet mit Regina Nübel, Tochter von Johann Nübel. Regina wurde geboren in Peckelsheim 1575, wo sie auch starb. Sie war „Camermagd bey der Gräffin zu Wildungen, dabevor gewesene Kindermagd“.